# Ischyropsalis
Ischyropsalis ist eine Gattung der Weberknechte. Die etwa 20 Arten der Gattung sind verbreitet in den Gebirgen Europas, mit zwei Arten ausstrahlend bis in die mitteleuropäischen Mittelgebirge. In Deutschland kommt nur eine Art vor, der Schneckenkanker Ischyropsalis hellwigii subsp. hellwigii.

## Merkmale
Ischyropsalis-Arten sind mittelgroße Weberknechte mit einer Körperlänge von etwa 5 bis 8 Millimeter. Sie sind überwiegend schwarz gefärbt, vor allem bei höhlenlebenden Arten ist der Hinterleib (Opisthosoma), der Weberknecht-typisch breit an das Prosoma anschließt, oft überwiegend weißlich. Die Laufbeine sind, wie typisch für Weberknechte, lang, deutlich länger als der Körper, im Vergleich zu vielen anderen Weberknechten aber vergleichsweise kurz und robust gebaut. Auffallend und äußerst typisch für die Gattung sind die Cheliceren. Diese sind stark verlängert, meist länger als der restliche Körper, in der Regel schon ihr Grundglied von Körperlänge. Sie sind sehr robust gebaut, das Grundglied immer mit einer Bewehrung aus massiven Dornen. Beim Männchen besitzt das Grundglied oben (dorsal) in der Mitte eine bucklige Aufwölbung, die bei manchen Arten in einen kurzen Fortsatz (eine Apophyse) verlängert ist, diese trägt fast immer einen dichten, bürstenartigen Besatz aus kurzen Haaren, darunter ein Drüsenfeld. Die Pedipalpen sind lang und schlank, unspezialisiert laufbeinartig, mit rudimentärer Klaue. Der Augenhügel mit den beiden Augen ist immer unbedornt, viele höhlenlebende Arten sind völlig augenlos. Die Armatur der dorsalen Schilde ist immer weitgehend rückgebildet, diese sind glatt und glänzend, ohne Dornen, bei wenigen Arten hinten etwas buckelförmig erhoben. Der sklerotisierte Rückenschild (Scutum genannt) ist bei den Arten der Gattung immer unvollständig, entweder sind die verschmolzenen Tergite der fünf hinteren Segmente abgeschnürt und nicht mit dem Cephalothorax verschmolzen (bei Weberknechten Scutum parvum genannt), oder diese fünf Tergite sind frei, auch gegeneinander durch eine Gelenkmembran getrennt (Scutum laminatum), dazwischen kommen Übergangsformen vor. Die  Bauchplatte (Sternum) ist frei, niemals mit den Coxen der Laufbeinpaare, oder deren Loben, verschmolzen. Bei den Weibchen ist der Ovipositor ungegliedert, etwa genauso lang wie breit und am Ende in vier stumpfe Zipfel ausgezogen, er ist nur spärlich mit Sinnesborsten besetzt. Für die Diagnose und die sichere Bestimmung wesentlich sind die Merkmale des Penis (Aedeagus) der Männchen.

## Verbreitung
Die Gattung Ischyropsalis kommt nur in Europa vor. Früher der Gattung zugerechnete Arten aus anderen Regionen werden heute in andere Gattungen gestellt. Die Gattung ist in ihrer Verbreitung weitgehend beschränkt auf Gebirge, von den Gebirgsketten im Norden von Portugal und Spanien im Westen (mit den Arten Ischyropsalis hispanica und Ischyropsalis robusta) über die Pyrenäen, das französische Zentralmassiv und die Alpen (u. a. mit Ischyropsalis dentipalpis in der Schweiz und Ischyropsalis kollari in Österreich) bis zum Karpaten-Bogen im Osten. Im Süden kommt sie im Apennin in Italien, südlich bis Kalabrien, und im Norden der Gebirge der Balkanhalbinsel (hier nur mit der weitverbreiteten Ischyropsalis hellwigii) vor. Ischyropsalis manicata erreicht im Norden die Beskiden im Süden von Polen. Die einzige nördlich der Alpen und Karpaten verbreitete Art ist Ischyropsalis hellwigii (in der subsp. hellwigii), diese kommt bis zum Nordrand der deutschen Mittelgebirge (mit wenigen, inselartigen Vorposten im angrenzenden Tiefland) vor. Viele Arten sind Lokal-Endemiten, mit Verbreitung nur in kleinen Regionen des Kantabrischen Gebirges und der Südalpen.

## Biologie und Ökologie
Ischyropsalis-Arten sind beschränkt auf kühle Habitate mit einer hohen, im Jahresverlauf gleichmäßigen Luftfeuchte. Sie bevorzugen daher regenreiche Regionen der Gebirge. Auch die Arten der südlichen Gebirge besitzen relativ geringe Temperaturpräferenzen (etwa 11,5 °C für Ischyropsalis luteipes). Eine Reihe von Arten tritt in den, ebenfalls meist kühlen und luftfeuchten, Höhlen auf, ist also troglophil. Die Spezialisierung auf den Lebensraum ist dabei unterschiedlich: Viele Arten kommen neben ihren oberirdischen Vorkommen gelegentlich in Höhlen vor, andere sind vollkommen auf diese beschränkt (echte Troglobionte), darunter einige völlig augenlose Arten. Auffallend ist das Fehlen von Ischyropsalis-Arten in den höhlenreichen Gebirgen des Balkans mit einer sonst auffallend hohen Dichte troglobionter Arten. Man nimmt an, dass diese schon zu warm für die Gattung sind.
Habitate von Ischyropsalis sind im Regelfall bodenfeucht, aber nicht sumpfig. Sie sind durch dichte Vegetationsbedeckung gegen direkte Sonneneinstrahlung geschützt und meist recht dunkel, allerdings dringen die Gebirgsarten oberhalb der Waldgrenze auch in offene Habitate vor.

## Phylogenie, Taxonomie, Systematik
Die Gattung Ischyropsalis wurde von Carl Ludwig Koch in seinem Werk Übersicht des Arachnidensystems im Jahr 1839 aufgestellt. Typusart ist Ischyropsalis kollari. Innerhalb der Familie Ischyropsalididae bildet sie allein eine Unterfamilie, Ischyropsalidinae genannt. Die früher unterschiedene Untergattung Odontopalpa Hadži 1931, wird heute nicht mehr anerkannt. Die Familie umfasst sonst nur noch zwei Gattungen, die beide in Nordamerika leben: Acuclavella Shear, 1986, mit vier Arten, und Ceratolasma Goodnight & Goodnight, 1942 mit der einzigen Art Ceratoplasma tricantha. Ischyropsalis ist also die einzige paläarktische Gattung. Die Familie der Ischyropsalididae bildet mit den Familien Sabaconidae und Taracidae die Überfamilie Ischyropsalidoidea, innerhalb der Dyspnoi.

### Arten
Die Gattung umfasst die folgenden Arten:
- Ischyropsalis adamii Canestrini, 1873. Im Apennin (Italien). Die Populationen im Süden (bis Kalabrien) werden teilweise als eigene Art Ischyropsalis apuanus Caporiacco, 1930, abgetrennt.
- Ischyropsalis alpinula Martens, 1978. früher als Unterart Ischyropsalis pyrenaea alpinula aufgefasst[2], die Art Ischyropsalis pyrenaea erwies sich als paraphyletisch.[4] Endemit der Südwest-Alpen.
- Ischyropsalis cantabrica Luque & Labrada, 2012. Höhlenspezialist (troglobiont) Nur in küstennahen Karsthöhlen in Kantabrien, Nordspanien, meist nahe von Höhlengewässern.[9]
- Ischyropsalis carli Lessert, 1905. Südwest-Alpen (Schweiz und Italien)
- Ischyropsalis dentipalpis Canestrini, 1872. Westalpen, vom Westen Tirols (nahe der Schweizer Grenze) bis zum Gran Paradiso, fehlt in Frankreich.[10]
- Ischyropsalis dispar Simon, 1872. Höhlenspezialist (troglobiont), in der Region Mañaria, spanisches Baskenland.
- Ischyropsalis gigantea Dresco, 1968. Höhlenspezialist (troglobiont), nur im Tal des Asón, Kantabrien.
- Ischyropsalis hadzii Roewer, 1950. troglobionter Endemit der Karawanken und Steiner Alpen, Österreich und Slowenien.[2]
- Ischyropsalis hellwigii (Panzer, 1794), mit zwei Unterarten
  - Ischyropsalis hellwigii hellwigii. Deutsche Mittelgebirge östlich des Rheins (ein Einzelfund auch in der Eifel), Südwest-Polen (Sudeten), Tschechien, Österreich (einschließlich der Alpen), Nord-Balkan südlich bis Bosnien-Herzegowina[5].
  - Ischyropsalis hellwigii lucantei Simon, 1879. Endemit der Kantabrischen Gebirge und der westlichen Pyrenäen. Sowohl in Höhlen wie auch im Freiland.[2]
- Ischyropsalis hispanica Roewer, 1953. Gebirge Nordwest-Spaniens.[11]
- Ischyropsalis kollari C.L. Koch, 1839. Endemit der Ostalpen. Vom Brennerpass und Schlern östlich bis zum Schneeberg und Wechsel.[2]
- Ischyropsalis lithoclasica Schönhofer & Martens, 2010. Endemit der Bergamasker Alpen.[10]
- Ischyropsalis luteipes Simon, 1872. In zwei getrennten (disjunkten) Gebieten im französischen Zentralmassiv und in den Pyrenäen.[11]
- Ischyropsalis magdalenae Simon, 1881. troglobionter Endemit der Cueva de la Magdalena, Galdames westlich Bilbao.
- Ischyropsalis manicata L. Koch, 1869. Von den polnischen und tschechischen Beskiden bis in die Süd-Karpaten in Rumänien.[2]
- Ischyropsalis muellneri Hamann, 1898. troglobionter Endemit der Julischen Alpen, in Slowenien und Italien.
- Ischyropsalis navarrensis Roewer, 1950. Endemit von Navarra.
- Ischyropsalis nodifera Simon, 1879. Endemit der West-Pyrenäen (in Spanien und Frankreich).[11]
- Ischyropsalis petiginosa Simon, 1913. troglobionter Endemit des kantabrischen Gebirges, in Küstennähe.
- Ischyropsalis ravasinii Hadži, 1942. Endemit der italienischen Südalpen östlich des Gardasees.
- Ischyropsalis robusta Simon, 1872. Endemit der nordwestlichen iberischen Halbinsel, von der Serra de Gerês bis zur Serra da Estrela.[11]
- Ischyropsalis strandi Kratochvíl, 1936. troglobionter Endemit des Monte Baldo und der Lessinischen Alpen (oder Monti Lessini) (Italien).